# Aleksandra Pawelska
Aleksandra Pawelska z d. Śniegoń (ur. 27 listopada 1972 w Gliwicach) – polska piłkarka ręczna, medalistka mistrzostw Polski i Niemiec, reprezentantka Polski.

## Życiorys
Jej matka, Bronisława Śniegoń była piłkarką ręczną, mistrzynią Polski, ojciec był trenerem piłki ręcznej.

### Kariera klubowa
W piłkę ręczną zaczęła grać w wieku 10 lat. Jest wychowaną Sośnicy Gliwice, ale pierwszy sukces odniosła wypożyczona do Fasamy Tychy, wygrywając z tą drużyną Ogólnopolską Spartakiadę Młodzieży w 1988. Z zespołem juniorskim Sośnicy wywalczyła trzykrotnie mistrzostwo Polski (1989 - juniorki młodsze, 1990 i 1991 - juniorki), w I lidze debiutowała w 1989, nie mając jeszcze siedemnastu lat. W sezonie 1991/1992 broniła barw AZS AWF Gdańsk, zdobywając tytuł najlepszego strzelca ligi (229 bramek). Następnie powróciła do Sośnicy, zdobywając z nią brązowy medal mistrzostw Polski w 1994 i wicemistrzostwo Polski w 1996. Po raz drugi najlepszym strzelcem ligi została w sezonie 1995/1996, zdobywając 234 bramki. Od 1997 do 1999 występowała w Starcie Elbląg, zdobywając dwa brązowe medale mistrzostw Polski (1998, 1999) i Puchar Polski w 1999. Od 1999 do 2007 reprezentowała klub Buxtehuder SV, zdobywając wicemistrzostwo Niemiec w 2003 i brązowy medal mistrzostw Niemiec w 2001. Z niemieckim klubem wystąpiła także w 2002 w przegranym finale Challenge Cup. Łącznie do 2007 wystąpiła w 137 meczach niemieckiej bundesligi, zdobywając 835 bramek. W sezonie 2002/2003 została wybrana najlepszą środkową ligi.
Po zakończeniu kariery zawodniczej pracowała jako trener, m.in. od 2008 prowadziła juniorski zespół Sośnicy Gliwice prowadziła w końcówce sezonu 2009/2010 SPR Olkusz (z Anną Niewiadomską). W 2011 została ponownie seniorskiej drużyny Sośnicy. W tym samym roku zdobyła z gliwickim klubem wicemistrzostwo Polski juniorek. W kolejnych latach powadziła w Sośnicy drużyny juniorskie.

### Kariera reprezentacyjna
W latach 1988–1989 wystąpiła w kilkunastu spotkaniach reprezentacji Polski juniorek. W reprezentacji Polski seniorek debiutowała 29 listopada 1991 w towarzyskim spotkaniu z Danią w ramach Pucharu Śląska. Zagrała wówczas w trzech spotkaniach, zdobywając 9 bramek w meczu z Estonią (30.11.1991). Kolejne mecze w drużynie narodowej rozegrała dopiero we wrześniu 1993. Nie została jednak powołana na mistrzostwa świata grupy "A" pod koniec 1993. W 1994 wystąpiła na akademickich mistrzostwach świata, zdobywając z drużyną 11. miejsce. Reprezentowała Polskę kolejno na mistrzostwach Europy w 1996 (11. miejsce i 38 bramek, w tym 16 bramek w spotkaniu z Litwą, co było najlepszym wynikiem bramkowym pojedynczej zawodniczki w historii występów reprezentacji Polski), mistrzostwach świata w 1997 (8. miejsce i 55 bramek). Z powodu kontuzji nie zagrała na mistrzostwach Europy w 1998, wystąpiła natomiast na mistrzostwach świata w 1999 (11. miejsce i 34 bramki. Ostatni raz wystąpiła w reprezentacji Polski 8 czerwca 2002 w meczu eliminacji mistrzostw Europy z Jugosławią. Łącznie w biało-czerwonych barwach wystąpiła 129 razy, zdobywając 604 bramki. Podczas mistrzostw świata w 1997 oraz w 2000 i 2002 była kapitanem reprezentacj Polski. W latach 2003–2005 powołanie jej do reprezentacji planował jeszcze trener Zygfryd Kuchta, ale na przeszkodzie stanęły kontuzje i przerwa macierzyńska.

### Życie prywatne
Jej dzieci, Martyn Pawelski i Maja Pawelska, są tenisistami.